# Kakhètia
Kakhètia és una regió de la part oriental de Geòrgia, que fou un regne des començaments del segle ix fins al 1104, i des del 1466 al 1801 en què fou annexat a Rússia juntament amb el regne de Kartli al que estava unit.

## Història
Vegeu pels inicis: Cosròides (dinastia).
Cap al 745 va quedar sotmès als àrabs el país dels tsanars. Aquest grup tribal d'origen georgià però de fet independent i només nominalment aliat a regne dels Kartvels (vegeu Curopalatinat de Kartli), habitava a les muntanyes més enllà de les valls del Thergui, Aragvi i Iori. El cap de tribu electe era el khevisbéri i tenia el poder religiós i polític. El cap que governava sobre la unió de les tribus va esdevenir el khorépiscopa (equivalent a príncep-bisbe) i a mitjan segle VIII governava sobre les regions de Kakhètia, Kukhètia, Gardabania i territoris veïns cada una sota en khevisbéri local.
El primer Khorépiscopa va ser Grigol (787-827) que es va fer independent. A la seva mort els khevisbéri de Gardabania van assolir el poder però el país va prendre el nom de Kakhètia perquè n'era el districte més gran.
Jordi II d'Abkhàzia (927-957) es va estendre en direcció al nord de Kakhètia i va sotmetre els pobles del nord del Caucas com els alans però no a la Kakhètia.
El 977 Kviriké II de Kakhètia va atacar Kartli. David III de Taoklardjètia acudí a la capital de la regió, Uplistsikhé, amenaçada per Kviriké II de Kakhètia, que en arribar els reforços va aixecar el setge.
El 1010 Ciríac III el gran va ser deposat i empresonat per Bagrat l'unificador, rei de Kartli i Abkhàzia que va ocupar el país a més d'Herècia. Bagrat va unificar els diversos regnes georgians i va morir el 1014 i el seu successor, Jordi, va voler acabar l'obra recuperant Taoklardjètia que pertanyia als romans d'Orient, i encara que inicialment ho va aconseguir (1016), va ser derrotat el 1022 i va haver de cedir altra vegada totes les possessions de David III; a més, a Herècia i Kakhètia els senyors nobles locals es van rebel·lar i van fer presoners els eristhavis (governadors) de Jordi, i van forçar la tornada del rei Kviriké III el gran. Aquest rei va emparentar amb els Bagratuní i la seva filla es va casar amb Gurguèn III Ciríac, rei de Tachir, tronc dels reis Kvirikain o Kvirikani de Lori que van subsistir fins al segle xiii governant al Azerbaijan
Cap al 1060 el rei Bagrat IV de Geòrgia va enviar a Ivané Liparitisdzé, al que havia retornat les seves possessions després de la rebel·lió del seu pare, i al que va fer general en cap, a lluitar a Kakhètia i Herècia que volia ocupar. Però el 1064 els seljúcides van fer irrupció a Geòrgia del sud que van saquejar ocupant alguns punts. Bagrat va continuar la lluita a Kakhètia i tanmateix va entrar al Xirvan, on el rei Pariburz, per fer front a l'atac, es va sotmetre als seljúcides als que va pagar tribut. El 1069 Alp Arslan, soldà dels seljúcides, va envair la Geòrgia oriental i Pariburz de Xirvan es va convertir a l'islam i llavors Agsartan rei de Kakhètia es van sotmetre al sultà.
El 1080 el seljúcides van iniciar la invasió massiva de Geòrgia. El sultà Malik Shah instal·la al país tribus turques. Jordi II de Geòrgia va fer submissió i va viatjar a Esfahan personalment on es comprometé a pagar un tribut anyal, el qual però no va evitar la instal·lació de colons turcs, que es quedaven amb les millors terres. El sultà es comprometé amb Jordi a ajudar-lo a conquerir la Kakhètia, i li envia un exèrcit amb el qual va envair Herècia assetjant la fortalesa de Vedjini, però no va poder-la ocupar i se'n va anar a caçar a l'Adjamèthia (Geòrgia Occidental) deixant l'exèrcit turc que saquegés la Kakhètia
El 1104 un grup d'aznauris oposats a la política pro seljúcida del rei de Kakhètia Agarstan, que ja s'havia convertit a l'islam, dirigits per Kavthat, Arichian i Baram, el van fer presoner i el van entregar a David IV de Geòrgia. Aquest va declarar la Kakhètia unida a Geòrgia com a domini real (deixant només els territoris dels aznauris que li eren fidels) i va nomenar governador a Arichian.
El 1105 el soldà del seljúcides, del que Agarstan era vassall, va enviar un exèrcit sota el comandament d'un altre vassall, l'emir de Gandja. Els invasors foren derrotats a Ertsukhi i el domini georgià sobre Kakhètia va quedar consolidat. El rei David IV poc després va casar a la seva filla gran, Thamara, amb l'hereu de Xirvan Manucher, fill del shah Apriduni, assegurant el flanc oriental de Kakhètia.
El 1117 Geòrgia va conquerir la ciutat de Guichi, a l'est de la Herècia i el 1118 va conquerir la principal fortalesa del turcs, la de Loré, que controlava la Geòrgia del Sud. El príncep Demetri, fill de David IV de Geòrgia, va fer també una campanya a Xirvan, on el shah, pressionat per la noblesa local, es mostrava encara favorable als turcs.
Durant els següents anys Kakhètia seguí els destins de Geòrgia de la que formava només un districte.
El 1461 el atabek de [Samtskhé], Kvarkare I Djakèli es revolta i venç el rei Jordi VII de Geòrgia. El 1465 Kvarkare Djakèli torna a derrotar el rei al llac Pharavani i el fa presoner. Jordi fou alliberat el 1466, però els senyors de Kartli ja no el van reconèixer i va haver de passar a Kakhètia on es va proclamar rei el mateix any sota el nom de Jordi I.
La seva dinastia va ser hàbil en sotmetre's als veïns mitjançant tributs no gaire elevats, i així va viure una era de pau i prosperitat. La capital era Gremi i la segona ciutat Dzegami a la que s'anomenava Bazari (és a dir mercat). El rei Levan va permetre l'establiment de fortaleses russes per controlar als muntanyesos, però davant la preocupació dels turcs i perses, els russos es van retirar. El 1578 el rei va negociar hàbilment amb Mustafa Lula Pasha que va acceptar un petit tribut i una submissió nominal
El 1585 l'enviat rus Rusine Danilov va proposar al rei que demanes el protectorat rus. La situació era propicia perquè Persia estava amb guerra amb l'imperi Otomà i Rússia era aliada dels perses. El 1585 els russos envien una ambaixada dirigida per Rodion Berkin que signa el tractat de protectorat (28 de setembre de 1587). El 1590 el shah Abbas va signar la pau amb els turcs però encara no es va oposar a la iniciativa del rei de Kakhètia però si li va demanar d'enviar el seu fill Constantí com a ostatge. Cap al 1600 el rei Alexandre va demanar a Rússia que ataques el principat de Saxamkalo (Sachamkalo) al Daguestan, car els nòmades d'aquesta regió atacaven Kakhètia. Boris Gudonov, tsar de Rússia va enviar un exèrcit a Saxamkalo però va ser derrotat.
El 1602 Pèrsia reinicia la guerra contra els turcs i demana la presència dels reis aliats. Els de Kartli i Kakhètia no s'hi presenten. Alexandre abdica. El shah envia al fill del rei Alexandre, Constantí, que s'havia criat com un persa i era musulmà, amb un exèrcit, i el 1605 aquest va fer matar el seu pare, a sa germà rei Jordi IX de Kartli i a altres nobles i es va proclamar rei. El país es revolta sota la direcció de la jove d'Alexandre, Kethévan. Constantí va morir. Teimuraz, fill de Kethévan, va ser proclamat rei i finalment el shah el va reconèixer a contracor.
El 1614 el Shah va ocupar el país i Teimuraz va ser deposat i es va exiliar a Imerècia. Els perses es van establir al país i una nova revolta nacional va esclatar als pocs mesos (setembre del 1615). Els perses són expulsats, i Teimuraz torna de l'exili i venç un exèrcit enviat contra ell. El 1616 el shah va enviar un exèrcit més nombrós i Teimuraz va tornar a fugir a Imerècia però el poble va seguir la resistència. Tres expedicions van seguir entre 1616 i 1617 i van morir milers d'habitants del país i molts altres foren deportats. El 1624 el Shah volia conquerir el país i abans d'enviar un exèrcit va voler convertir a l'islam a l'exreina Kethévan, molt popular a Geòrgia, i que estava presonera dels perses, com a model pels georgians. El 12 de setembre de 1624 la reina Kethévan, va ser martiritzada per no voler convertir-se a l'Islam i va morir a Shiraz. El 1625 després de la derrota persa a Kartli, Teimuraz va ser cridat i per tercer cop proclamat rei. El 1632 l'exèrcit persa va ocupar el país però dos anys després una revolta va cridar de nou a Teimuraz per quarta vegada i va governar. El 1639 va cridar a Rússia sense resposta. Per fi el 1648 Rustam de Kartli el va expulsar del país a petició de Persia.
Rustam va passar a ser governador persa de Kakhètia del 1648 al 1656 en què va ser destituir (a Kartli segui com a rei dos anys més) i es van començar a establir al país tribus nòmades, establint una gran fortalesa a Bakhtrioni. La catedral d'Alaverdi es va convertir en un castell. Els habitants van enviar ambaixades a Moscou, i el mateix Teimuraz va acudir al tsar demanant ajuda. El 1660 esclata la rebel·lió general. Els eristhavis de Ksani Chalba i d'Elisvar, al Kartli, ers van unir a la revolta. La rebel·lió l'encapçalen Bidzina Txolokaxvili i l'eristhavi de Aragvi, Zaal amb el seu fill Zurab. Les tribus dels Tuches, Phchaves, i Khesvurs dirigides per Zevza Gaprindauli, Nadira Khochauli i Gogolauri van combatre els perses a Nakérala, un turó de la regió, mentrestant altres revoltats atacaven Bakhtrioni i Alaverdi. Els perses sorpresos, foren derrotats arreu i els que no van morir van fugir del país amb les tribus de civils que s'hi havien establert. El rei de Kartli, Vakhtang, va ser cridat al tron de Kakhètia (Vakhtang era fill de Teimuraz). Els caps de la revolta es van presentar al Shah assumint la responsabilitat i deslliurant als altres, i van ser torturats i executats.
Vakhtang va demanar al Shah que havia de fer i el 1663 el shah, després de consultes amb l'imperi Otomà, va decidir que nomenaria rei de Kakhètia al fill de Vakhtang, Artxil, rei de Imerècia. Aquest va tornar a Imerècia quan el seu pare va morir, (havia caigut en desgràcia les últimes setmanes). El 1732 el shah va decidir deposar el llavors rei i establir un govern dirigit pel berglarbeg de Gandja i Karabakh, Gordjaspi Kakhabrixvili (Bejan Khan) un funcionari oportunista, al que després van seguir d'altres. Els districtes de Kaki i Enilessi en foren separats i els de Txari i Belakuni entregats als lekhs (lesguians). Molts naturals del país es van fer musulmans i se'ls anomenava Inguilo (que vol dir « conversos »). Però la resistència popular fou forta i finalment el Shah, que tenia altres problemes, va decidir restablir la dinastia i va nomenar a David, fill d'Irakli (ex rei de Kartli) amb el nom musulmà d'Imam Kuli Khan.
El 1744 el rei Teimuraz fou nomenat rei de Kartli i el seu fill Irakli rei de Kakhètia. Des de llavors ambdós regnes van ser com un de sol. Després de la mort del pare el 1762, amb l'anuència del shah de Pèrsia, els dos regnes es van unificar.
Per els anys següents vegeu Kartli

## Llista de governants
- Grigol de Kakhètia 787-827
- Vatxe de Kakhètia o Datxi Gardabani 827-839
- Samuel de Kakhètia 839-861
- Gabriel de Kakhètia 861-881
- Padala I de Kakhètia 881-893
- Ciríac I de Kakhètia 893-918
- Padala II de Kakhètia 918-929
- Ciríac II de Kakhètia 929-976
- David de Kakhètia 976-1010
- a Geòrgia 1010-1014/22
- Ciríac III de Kakhètia el Gran 1014/22-1029
- Gagik de Kakhètia 1029-1058
- Agsartan I de Kakhètia 1058-1084
- Ciríac IV de Kakhètia 1084-1102
- Agsartan II de Kakhètia 1102-1104
- a Geòrgia 1104-1466
- Jordi I (el 1446 Jordi VIII de Geòrgia), virrei de Kakhètia 1442-1466, rei 1466-1476
- Alexandre I 1476-1511
- Jordi II 1511-1513
- a Geòrgia 1513-1520
- Levan 1520-1574
- Alexandre II 1574-1603
- David I 1603-1604
- Jordi III 1604-1605
- Alexandre II (segona vegada) 1605
- Constantí I 1605
- Teimuraz I (rei a Kartli 1625-1632) 1605-1614
- a Persia 1614-1615
- Jesse Isa Khan, governador 1614-1615
- Teimuraz I (segona vegada) 1615-1616
- a Persia 1616-1623
- Peihar Khan, governador 1616-1623
- Teimuraz I (tercera vegada) 1623-1632
- a Persia 1632-1634
- Salim Khan, governador 1632-1634
- Teimuraz I (quarta vegada) 1634-1648
- Rustam de Kartli 1648-1656 (rei de Kartli 1633-1658)
- a Persia 1648-1664
- Rustam Khan Khosrow Mirza, governador 1648-1656
- Salim Khan, governador (segona vegada) 1656-1659
- Murtaz Ali Khan, governador 1659-1664
- Artxil (Shah Nazar Ali Khan I de Imerècia) 1664-1676
- Irakli I (Shah Nazar Ali Khan II de Kartli 1688-1692 i 1695-1703) 1676-1677
- a Persia 1677-1703
- Bejan Khan, governador 1677-1683
- Rewas Xolakashvili governador 1677-1690
- Abaz Quli Khan (governador persa de Gandja), governador 1690-1695 ;
- Qalbali Khan, governador 1695-1703
- David II (Imam Kuli Khan)1703-1721
- Constantí II (Mahmud Kuli Khan, rei a Kartli 1723) 1721-1732
- Teimuraz II (rei a Kartli 1744-1762) 1732-1736
- Alexandre III 1736-1738
- Teimuraz II (segona vegada) 1738-1744
- Irakli II (rei a Kartli 1762-1798) 1744-1798
- Jordi III (rei Jordi XII de Kartli 1798-1800) 1798-1800
- David III (rei David XII de Kartli 1800-1801) 1800-1801
- a Rússia 1801

## Taula genealògica
|                                           |                                           |                                           |                                           |                                           |                                           |  |  |                                        |                                        |                                        |                                        |                                        |                                        |  |  |                                      |                                      |                                      |                                      |                                      |                                      |                                     |                                     |                                       |                                       |                                       |                                       | Bagrations de Geòrgia                 |                                       |                    |                    |                                      |                                      |                                      |                                      |                                      |                                      |                                   |                                   |                                   |                                   |                       |                       |                       |                       |                    |                    |                    |                    |  |  |  |  |  |  |  |  |  |  |  |  |  |  |  |  |  |  |  |  |  |  |  |  |  |  |  |  |  |  |
|                                           |                                           |                                           |                                           |                                           |                                           |  |  |                                        |                                        |                                        |                                        |                                        |                                        |  |  |                                      |                                      |                                      |                                      |                                      |                                      |                                     |                                     |                                       |                                       |                                       |                                       |                                       |                                       |                    |                    |                                      |                                      |                                      |                                      |                                      |                                      |                                   |                                   |                                   |                                   |                       |                       |                       |                       |                    |                    |                    |                    |  |  |  |  |  |  |  |  |  |  |  |  |  |  |  |  |  |  |  |  |  |  |  |  |  |  |  |  |  |  |
|                                           |                                           |                                           |                                           |                                           |                                           |  |  |                                        |                                        |                                        |                                        |                                        |                                        |  |  |                                      |                                      |                                      |                                      |                                      |                                      |                                     |                                     |                                       |                                       |                                       |                                       | Constantí I († 1412) rei de Geòrgia   |                                       |                    |                    |                                      |                                      |                                      |                                      |                                      |                                      |                                   |                                   |                                   |                                   |                       |                       |                       |                       |                    |                    |                    |                    |  |  |  |  |  |  |  |  |  |  |  |  |  |  |  |  |  |  |  |  |  |  |  |  |  |  |  |  |  |  |
|                                           |                                           |                                           |                                           |                                           |                                           |  |  |                                        |                                        |                                        |                                        |                                        |                                        |  |  |                                      |                                      |                                      |                                      |                                      |                                      |                                     |                                     |                                       |                                       |                                       |                                       |                                       |                                       |                    |                    |                                      |                                      |                                      |                                      |                                      |                                      |                                   |                                   |                                   |                                   |                       |                       |                       |                       |                    |                    |                    |                    |  |  |  |  |  |  |  |  |  |  |  |  |  |  |  |  |  |  |  |  |  |  |  |  |  |  |  |  |  |  |
|                                           |                                           |                                           |                                           |                                           |                                           |  |  |                                        |                                        |                                        |                                        |                                        |                                        |  |  |                                      |                                      |                                      |                                      |                                      |                                      |                                     |                                     |                                       |                                       |                                       |                                       |                                       |                                       |                    |                    |                                      |                                      |                                      |                                      |                                      |                                      |                                   |                                   |                                   |                                   |                       |                       |                       |                       |                    |                    |                    |                    |  |  |  |  |  |  |  |  |  |  |  |  |  |  |  |  |  |  |  |  |  |  |  |  |  |  |  |  |  |  |
|                                           |                                           |                                           |                                           |                                           |                                           |  |  |                                        |                                        |                                        |                                        |                                        |                                        |  |  |                                      |                                      |                                      |                                      | Alexandre I († 1442) rei de Geòrgia  | Alexandre I († 1442) rei de Geòrgia  | Alexandre I († 1442) rei de Geòrgia | Alexandre I († 1442) rei de Geòrgia | Alexandre I († 1442) rei de Geòrgia   | Alexandre I († 1442) rei de Geòrgia   |                                       |                                       |                                       |                                       |                    |                    |                                      |                                      |                                      |                                      | Jordi (1390 † 1446)                  | Jordi (1390 † 1446)                  | Jordi (1390 † 1446)               | Jordi (1390 † 1446)               | Jordi (1390 † 1446)               | Jordi (1390 † 1446)               |                       |                       |                       |                       |                    |                    |                    |                    |  |  |  |  |  |  |  |  |  |  |  |  |  |  |  |  |  |  |  |  |  |  |  |  |  |  |  |  |  |  |
|                                           |                                           |                                           |                                           |                                           |                                           |  |  |                                        |                                        |                                        |                                        |                                        |                                        |  |  |                                      |                                      |                                      |                                      | Alexandre I († 1442) rei de Geòrgia  | Alexandre I († 1442) rei de Geòrgia  | Alexandre I († 1442) rei de Geòrgia | Alexandre I († 1442) rei de Geòrgia | Alexandre I († 1442) rei de Geòrgia   | Alexandre I († 1442) rei de Geòrgia   |                                       |                                       |                                       |                                       |                    |                    |                                      |                                      |                                      |                                      | Jordi (1390 † 1446)                  | Jordi (1390 † 1446)                  | Jordi (1390 † 1446)               | Jordi (1390 † 1446)               | Jordi (1390 † 1446)               | Jordi (1390 † 1446)               |                       |                       |                       |                       |                    |                    |                    |                    |  |  |  |  |  |  |  |  |  |  |  |  |  |  |  |  |  |  |  |  |  |  |  |  |  |  |  |  |  |  |
|                                           |                                           |                                           |                                           |                                           |                                           |  |  |                                        |                                        |                                        |                                        |                                        |                                        |  |  |                                      |                                      |                                      |                                      |                                      |                                      |                                     |                                     |                                       |                                       |                                       |                                       |                                       |                                       |                    |                    |                                      |                                      |                                      |                                      |                                      |                                      |                                   |                                   |                                   |                                   |                       |                       |                       |                       |                    |                    |                    |                    |  |  |  |  |  |  |  |  |  |  |  |  |  |  |  |  |  |  |  |  |  |  |  |  |  |  |  |  |  |  |
|                                           |                                           |                                           |                                           |                                           |                                           |  |  |                                        |                                        |                                        |                                        |                                        |                                        |  |  | Demetri III († 1453)                 | Demetri III († 1453)                 | Demetri III († 1453)                 | Demetri III († 1453)                 | Demetri III († 1453)                 | Demetri III († 1453)                 |                                     |                                     | Jordi VIII († 1476) rei de Geòrgia    | Jordi VIII († 1476) rei de Geòrgia    | Jordi VIII († 1476) rei de Geòrgia    | Jordi VIII († 1476) rei de Geòrgia    | Jordi VIII († 1476) rei de Geòrgia    | Jordi VIII († 1476) rei de Geòrgia    |                    |                    |                                      |                                      |                                      |                                      | Bagrat II († 1478) rei d'Imerècia    | Bagrat II († 1478) rei d'Imerècia    | Bagrat II († 1478) rei d'Imerècia | Bagrat II († 1478) rei d'Imerècia | Bagrat II († 1478) rei d'Imerècia | Bagrat II († 1478) rei d'Imerècia |                       |                       |                       |                       |                    |                    |                    |                    |  |  |  |  |  |  |  |  |  |  |  |  |  |  |  |  |  |  |  |  |  |  |  |  |  |  |  |  |  |  |
|                                           |                                           |                                           |                                           |                                           |                                           |  |  |                                        |                                        |                                        |                                        |                                        |                                        |  |  | Demetri III († 1453)                 | Demetri III († 1453)                 | Demetri III († 1453)                 | Demetri III († 1453)                 | Demetri III († 1453)                 | Demetri III († 1453)                 |                                     |                                     | Jordi VIII († 1476) rei de Geòrgia    | Jordi VIII († 1476) rei de Geòrgia    | Jordi VIII († 1476) rei de Geòrgia    | Jordi VIII († 1476) rei de Geòrgia    | Jordi VIII († 1476) rei de Geòrgia    | Jordi VIII († 1476) rei de Geòrgia    |                    |                    |                                      |                                      |                                      |                                      | Bagrat II († 1478) rei d'Imerècia    | Bagrat II († 1478) rei d'Imerècia    | Bagrat II († 1478) rei d'Imerècia | Bagrat II († 1478) rei d'Imerècia | Bagrat II († 1478) rei d'Imerècia | Bagrat II († 1478) rei d'Imerècia |                       |                       |                       |                       |                    |                    |                    |                    |  |  |  |  |  |  |  |  |  |  |  |  |  |  |  |  |  |  |  |  |  |  |  |  |  |  |  |  |  |  |
|                                           |                                           |                                           |                                           |                                           |                                           |  |  |                                        |                                        |                                        |                                        |                                        |                                        |  |  | branca de Kartli                     | branca de Kartli                     | branca de Kartli                     | branca de Kartli                     | branca de Kartli                     | branca de Kartli                     |                                     |                                     | Alexandre I († 1511) rei de Kakhètia  | Alexandre I († 1511) rei de Kakhètia  | Alexandre I († 1511) rei de Kakhètia  | Alexandre I († 1511) rei de Kakhètia  | Alexandre I († 1511) rei de Kakhètia  | Alexandre I († 1511) rei de Kakhètia  |                    |                    |                                      |                                      |                                      |                                      | branca d'Imerècia                    | branca d'Imerècia                    | branca d'Imerècia                 | branca d'Imerècia                 | branca d'Imerècia                 | branca d'Imerècia                 |                       |                       |                       |                       |                    |                    |                    |                    |  |  |  |  |  |  |  |  |  |  |  |  |  |  |  |  |  |  |  |  |  |  |  |  |  |  |  |  |  |  |
|                                           |                                           |                                           |                                           |                                           |                                           |  |  |                                        |                                        |                                        |                                        |                                        |                                        |  |  | branca de Kartli                     | branca de Kartli                     | branca de Kartli                     | branca de Kartli                     | branca de Kartli                     | branca de Kartli                     |                                     |                                     | Alexandre I († 1511) rei de Kakhètia  | Alexandre I († 1511) rei de Kakhètia  | Alexandre I († 1511) rei de Kakhètia  | Alexandre I († 1511) rei de Kakhètia  | Alexandre I († 1511) rei de Kakhètia  | Alexandre I († 1511) rei de Kakhètia  |                    |                    |                                      |                                      |                                      |                                      | branca d'Imerècia                    | branca d'Imerècia                    | branca d'Imerècia                 | branca d'Imerècia                 | branca d'Imerècia                 | branca d'Imerècia                 |                       |                       |                       |                       |                    |                    |                    |                    |  |  |  |  |  |  |  |  |  |  |  |  |  |  |  |  |  |  |  |  |  |  |  |  |  |  |  |  |  |  |
|                                           |                                           |                                           |                                           |                                           |                                           |  |  |                                        |                                        |                                        |                                        |                                        |                                        |  |  |                                      |                                      |                                      |                                      |                                      |                                      |                                     |                                     | Jordi I († 1513) rei de Kakhètia      |                                       |                                       |                                       |                                       |                                       |                    |                    |                                      |                                      |                                      |                                      |                                      |                                      |                                   |                                   |                                   |                                   |                       |                       |                       |                       |                    |                    |                    |                    |  |  |  |  |  |  |  |  |  |  |  |  |  |  |  |  |  |  |  |  |  |  |  |  |  |  |  |  |  |  |
|                                           |                                           |                                           |                                           |                                           |                                           |  |  |                                        |                                        |                                        |                                        |                                        |                                        |  |  |                                      |                                      |                                      |                                      |                                      |                                      |                                     |                                     |                                       |                                       |                                       |                                       |                                       |                                       |                    |                    |                                      |                                      |                                      |                                      |                                      |                                      |                                   |                                   |                                   |                                   |                       |                       |                       |                       |                    |                    |                    |                    |  |  |  |  |  |  |  |  |  |  |  |  |  |  |  |  |  |  |  |  |  |  |  |  |  |  |  |  |  |  |
|                                           |                                           |                                           |                                           |                                           |                                           |  |  |                                        |                                        |                                        |                                        |                                        |                                        |  |  |                                      |                                      |                                      |                                      |                                      |                                      |                                     |                                     | Lleó I († 1574) rei de Kakhètia       |                                       |                                       |                                       |                                       |                                       |                    |                    |                                      |                                      |                                      |                                      |                                      |                                      |                                   |                                   |                                   |                                   |                       |                       |                       |                       |                    |                    |                    |                    |  |  |  |  |  |  |  |  |  |  |  |  |  |  |  |  |  |  |  |  |  |  |  |  |  |  |  |  |  |  |
|                                           |                                           |                                           |                                           |                                           |                                           |  |  |                                        |                                        |                                        |                                        |                                        |                                        |  |  |                                      |                                      |                                      |                                      |                                      |                                      |                                     |                                     |                                       |                                       |                                       |                                       |                                       |                                       |                    |                    |                                      |                                      |                                      |                                      |                                      |                                      |                                   |                                   |                                   |                                   |                       |                       |                       |                       |                    |                    |                    |                    |  |  |  |  |  |  |  |  |  |  |  |  |  |  |  |  |  |  |  |  |  |  |  |  |  |  |  |  |  |  |
|                                           |                                           |                                           |                                           |                                           |                                           |  |  |                                        |                                        |                                        |                                        |                                        |                                        |  |  |                                      |                                      |                                      |                                      |                                      |                                      |                                     |                                     | Alexandre II († 1603) rei de Kakhètia |                                       |                                       |                                       |                                       |                                       |                    |                    |                                      |                                      |                                      |                                      |                                      |                                      |                                   |                                   |                                   |                                   |                       |                       |                       |                       |                    |                    |                    |                    |  |  |  |  |  |  |  |  |  |  |  |  |  |  |  |  |  |  |  |  |  |  |  |  |  |  |  |  |  |  |
|                                           |                                           |                                           |                                           |                                           |                                           |  |  |                                        |                                        |                                        |                                        |                                        |                                        |  |  |                                      |                                      |                                      |                                      |                                      |                                      |                                     |                                     |                                       |                                       |                                       |                                       |                                       |                                       |                    |                    |                                      |                                      |                                      |                                      |                                      |                                      |                                   |                                   |                                   |                                   |                       |                       |                       |                       |                    |                    |                    |                    |  |  |  |  |  |  |  |  |  |  |  |  |  |  |  |  |  |  |  |  |  |  |  |  |  |  |  |  |  |  |
|                                           |                                           |                                           |                                           |                                           |                                           |  |  |                                        |                                        |                                        |                                        |                                        |                                        |  |  |                                      |                                      |                                      |                                      |                                      |                                      |                                     |                                     |                                       |                                       |                                       |                                       |                                       |                                       |                    |                    |                                      |                                      |                                      |                                      |                                      |                                      |                                   |                                   |                                   |                                   |                       |                       |                       |                       |                    |                    |                    |                    |  |  |  |  |  |  |  |  |  |  |  |  |  |  |  |  |  |  |  |  |  |  |  |  |  |  |  |  |  |  |
|                                           |                                           |                                           |                                           |                                           |                                           |  |  |                                        |                                        |                                        |                                        |                                        |                                        |  |  | David I († 1602) rei de Kakhètia     | David I († 1602) rei de Kakhètia     | David I († 1602) rei de Kakhètia     | David I († 1602) rei de Kakhètia     | David I († 1602) rei de Kakhètia     | David I († 1602) rei de Kakhètia     |                                     |                                     | Jordi II († 1605) rei de Kakhètia     | Jordi II († 1605) rei de Kakhètia     | Jordi II († 1605) rei de Kakhètia     | Jordi II († 1605) rei de Kakhètia     | Jordi II († 1605) rei de Kakhètia     | Jordi II († 1605) rei de Kakhètia     |                    |                    | Constantí I († 1605) rei de Kakhètia | Constantí I († 1605) rei de Kakhètia | Constantí I († 1605) rei de Kakhètia | Constantí I († 1605) rei de Kakhètia | Constantí I († 1605) rei de Kakhètia | Constantí I († 1605) rei de Kakhètia |                                   |                                   |                                   |                                   |                       |                       |                       |                       |                    |                    |                    |                    |  |  |  |  |  |  |  |  |  |  |  |  |  |  |  |  |  |  |  |  |  |  |  |  |  |  |  |  |  |  |
|                                           |                                           |                                           |                                           |                                           |                                           |  |  |                                        |                                        |                                        |                                        |                                        |                                        |  |  | David I († 1602) rei de Kakhètia     | David I († 1602) rei de Kakhètia     | David I († 1602) rei de Kakhètia     | David I († 1602) rei de Kakhètia     | David I († 1602) rei de Kakhètia     | David I († 1602) rei de Kakhètia     |                                     |                                     | Jordi II († 1605) rei de Kakhètia     | Jordi II († 1605) rei de Kakhètia     | Jordi II († 1605) rei de Kakhètia     | Jordi II († 1605) rei de Kakhètia     | Jordi II († 1605) rei de Kakhètia     | Jordi II († 1605) rei de Kakhètia     |                    |                    | Constantí I († 1605) rei de Kakhètia | Constantí I († 1605) rei de Kakhètia | Constantí I († 1605) rei de Kakhètia | Constantí I († 1605) rei de Kakhètia | Constantí I († 1605) rei de Kakhètia | Constantí I († 1605) rei de Kakhètia |                                   |                                   |                                   |                                   |                       |                       |                       |                       |                    |                    |                    |                    |  |  |  |  |  |  |  |  |  |  |  |  |  |  |  |  |  |  |  |  |  |  |  |  |  |  |  |  |  |  |
|                                           |                                           |                                           |                                           |                                           |                                           |  |  |                                        |                                        |                                        |                                        |                                        |                                        |  |  | Teimuraz I († 1663) rei de Kakhètia  | Teimuraz I († 1663) rei de Kakhètia  | Teimuraz I († 1663) rei de Kakhètia  | Teimuraz I († 1663) rei de Kakhètia  | Teimuraz I († 1663) rei de Kakhètia  | Teimuraz I († 1663) rei de Kakhètia  |                                     |                                     | Jesse († 1615) rei de Kakhètia        | Jesse († 1615) rei de Kakhètia        | Jesse († 1615) rei de Kakhètia        | Jesse († 1615) rei de Kakhètia        | Jesse († 1615) rei de Kakhètia        | Jesse († 1615) rei de Kakhètia        |                    |                    |                                      |                                      |                                      |                                      |                                      |                                      |                                   |                                   |                                   |                                   |                       |                       |                       |                       |                    |                    |                    |                    |  |  |  |  |  |  |  |  |  |  |  |  |  |  |  |  |  |  |  |  |  |  |  |  |  |  |  |  |  |  |
|                                           |                                           |                                           |                                           |                                           |                                           |  |  |                                        |                                        |                                        |                                        |                                        |                                        |  |  | Teimuraz I († 1663) rei de Kakhètia  | Teimuraz I († 1663) rei de Kakhètia  | Teimuraz I († 1663) rei de Kakhètia  | Teimuraz I († 1663) rei de Kakhètia  | Teimuraz I († 1663) rei de Kakhètia  | Teimuraz I († 1663) rei de Kakhètia  |                                     |                                     | Jesse († 1615) rei de Kakhètia        | Jesse († 1615) rei de Kakhètia        | Jesse († 1615) rei de Kakhètia        | Jesse († 1615) rei de Kakhètia        | Jesse († 1615) rei de Kakhètia        | Jesse († 1615) rei de Kakhètia        |                    |                    |                                      |                                      |                                      |                                      |                                      |                                      |                                   |                                   |                                   |                                   |                       |                       |                       |                       |                    |                    |                    |                    |  |  |  |  |  |  |  |  |  |  |  |  |  |  |  |  |  |  |  |  |  |  |  |  |  |  |  |  |  |  |
|                                           |                                           |                                           |                                           |                                           |                                           |  |  |                                        |                                        |                                        |                                        |                                        |                                        |  |  | Heracli I († 1709) rei de Kakhètia   |                                      |                                      |                                      |                                      |                                      |                                     |                                     |                                       |                                       |                                       |                                       |                                       |                                       |                    |                    |                                      |                                      |                                      |                                      |                                      |                                      |                                   |                                   |                                   |                                   |                       |                       |                       |                       |                    |                    |                    |                    |  |  |  |  |  |  |  |  |  |  |  |  |  |  |  |  |  |  |  |  |  |  |  |  |  |  |  |  |  |  |
|                                           |                                           |                                           |                                           |                                           |                                           |  |  |                                        |                                        |                                        |                                        |                                        |                                        |  |  |                                      |                                      |                                      |                                      |                                      |                                      |                                     |                                     |                                       |                                       |                                       |                                       |                                       |                                       |                    |                    |                                      |                                      |                                      |                                      |                                      |                                      |                                   |                                   |                                   |                                   |                       |                       |                       |                       |                    |                    |                    |                    |  |  |  |  |  |  |  |  |  |  |  |  |  |  |  |  |  |  |  |  |  |  |  |  |  |  |  |  |  |  |
|                                           |                                           |                                           |                                           |                                           |                                           |  |  |                                        |                                        |                                        |                                        |                                        |                                        |  |  |                                      |                                      |                                      |                                      |                                      |                                      |                                     |                                     |                                       |                                       |                                       |                                       |                                       |                                       |                    |                    |                                      |                                      |                                      |                                      |                                      |                                      |                                   |                                   |                                   |                                   |                       |                       |                       |                       |                    |                    |                    |                    |  |  |  |  |  |  |  |  |  |  |  |  |  |  |  |  |  |  |  |  |  |  |  |  |  |  |  |  |  |  |
|                                           |                                           |                                           |                                           |                                           |                                           |  |  | David II († 1722) rei de Kakhètia      | David II († 1722) rei de Kakhètia      | David II († 1722) rei de Kakhètia      | David II († 1722) rei de Kakhètia      | David II († 1722) rei de Kakhètia      | David II († 1722) rei de Kakhètia      |  |  | Teimuraz II († 1762) rei de Kakhètia | Teimuraz II († 1762) rei de Kakhètia | Teimuraz II († 1762) rei de Kakhètia | Teimuraz II († 1762) rei de Kakhètia | Teimuraz II († 1762) rei de Kakhètia | Teimuraz II († 1762) rei de Kakhètia |                                     |                                     | Horashan                              | Horashan                              | Horashan                              | Horashan                              | Horashan                              | Horashan                              |                    |                    |                                      |                                      |                                      |                                      |                                      |                                      |                                   |                                   |                                   |                                   |                       |                       |                       |                       |                    |                    |                    |                    |  |  |  |  |  |  |  |  |  |  |  |  |  |  |  |  |  |  |  |  |  |  |  |  |  |  |  |  |  |  |
|                                           |                                           |                                           |                                           |                                           |                                           |  |  | David II († 1722) rei de Kakhètia      | David II († 1722) rei de Kakhètia      | David II († 1722) rei de Kakhètia      | David II († 1722) rei de Kakhètia      | David II († 1722) rei de Kakhètia      | David II († 1722) rei de Kakhètia      |  |  | Teimuraz II († 1762) rei de Kakhètia | Teimuraz II († 1762) rei de Kakhètia | Teimuraz II († 1762) rei de Kakhètia | Teimuraz II († 1762) rei de Kakhètia | Teimuraz II († 1762) rei de Kakhètia | Teimuraz II († 1762) rei de Kakhètia |                                     |                                     | Horashan                              | Horashan                              | Horashan                              | Horashan                              | Horashan                              | Horashan                              |                    |                    |                                      |                                      |                                      |                                      |                                      |                                      |                                   |                                   |                                   |                                   |                       |                       |                       |                       |                    |                    |                    |                    |  |  |  |  |  |  |  |  |  |  |  |  |  |  |  |  |  |  |  |  |  |  |  |  |  |  |  |  |  |  |
|                                           |                                           |                                           |                                           |                                           |                                           |  |  | Alexandre III († 1737) rei de Kakhètia | Alexandre III († 1737) rei de Kakhètia | Alexandre III († 1737) rei de Kakhètia | Alexandre III († 1737) rei de Kakhètia | Alexandre III († 1737) rei de Kakhètia | Alexandre III († 1737) rei de Kakhètia |  |  | Heracli II († 1798) rei de Kakhètia  | Heracli II († 1798) rei de Kakhètia  | Heracli II († 1798) rei de Kakhètia  | Heracli II († 1798) rei de Kakhètia  | Heracli II († 1798) rei de Kakhètia  | Heracli II († 1798) rei de Kakhètia  |                                     |                                     | Constantí II († 1732) rei de Kakhètia | Constantí II († 1732) rei de Kakhètia | Constantí II († 1732) rei de Kakhètia | Constantí II († 1732) rei de Kakhètia | Constantí II († 1732) rei de Kakhètia | Constantí II († 1732) rei de Kakhètia |                    |                    |                                      |                                      |                                      |                                      |                                      |                                      |                                   |                                   |                                   |                                   |                       |                       |                       |                       |                    |                    |                    |                    |  |  |  |  |  |  |  |  |  |  |  |  |  |  |  |  |  |  |  |  |  |  |  |  |  |  |  |  |  |  |
|                                           |                                           |                                           |                                           |                                           |                                           |  |  | Alexandre III († 1737) rei de Kakhètia | Alexandre III († 1737) rei de Kakhètia | Alexandre III († 1737) rei de Kakhètia | Alexandre III († 1737) rei de Kakhètia | Alexandre III († 1737) rei de Kakhètia | Alexandre III († 1737) rei de Kakhètia |  |  | Heracli II († 1798) rei de Kakhètia  | Heracli II († 1798) rei de Kakhètia  | Heracli II († 1798) rei de Kakhètia  | Heracli II († 1798) rei de Kakhètia  | Heracli II († 1798) rei de Kakhètia  | Heracli II († 1798) rei de Kakhètia  |                                     |                                     | Constantí II († 1732) rei de Kakhètia | Constantí II († 1732) rei de Kakhètia | Constantí II († 1732) rei de Kakhètia | Constantí II († 1732) rei de Kakhètia | Constantí II († 1732) rei de Kakhètia | Constantí II († 1732) rei de Kakhètia |                    |                    |                                      |                                      |                                      |                                      |                                      |                                      |                                   |                                   |                                   |                                   |                       |                       |                       |                       |                    |                    |                    |                    |  |  |  |  |  |  |  |  |  |  |  |  |  |  |  |  |  |  |  |  |  |  |  |  |  |  |  |  |  |  |
|                                           |                                           |                                           |                                           |                                           |                                           |  |  |                                        |                                        |                                        |                                        |                                        |                                        |  |  | Jordi XII († 1800) rei de Geòrgia    |                                      |                                      |                                      |                                      |                                      |                                     |                                     |                                       |                                       |                                       |                                       |                                       |                                       |                    |                    |                                      |                                      |                                      |                                      |                                      |                                      |                                   |                                   |                                   |                                   |                       |                       |                       |                       |                    |                    |                    |                    |  |  |  |  |  |  |  |  |  |  |  |  |  |  |  |  |  |  |  |  |  |  |  |  |  |  |  |  |  |  |
|                                           |                                           |                                           |                                           |                                           |                                           |  |  |                                        |                                        |                                        |                                        |                                        |                                        |  |  |                                      |                                      |                                      |                                      |                                      |                                      |                                     |                                     |                                       |                                       |                                       |                                       |                                       |                                       |                    |                    |                                      |                                      |                                      |                                      |                                      |                                      |                                   |                                   |                                   |                                   |                       |                       |                       |                       |                    |                    |                    |                    |  |  |  |  |  |  |  |  |  |  |  |  |  |  |  |  |  |  |  |  |  |  |  |  |  |  |  |  |  |  |
|                                           |                                           |                                           |                                           |                                           |                                           |  |  |                                        |                                        |                                        |                                        |                                        |                                        |  |  |                                      |                                      |                                      |                                      |                                      |                                      |                                     |                                     |                                       |                                       |                                       |                                       |                                       |                                       |                    |                    |                                      |                                      |                                      |                                      |                                      |                                      |                                   |                                   |                                   |                                   |                       |                       |                       |                       |                    |                    |                    |                    |  |  |  |  |  |  |  |  |  |  |  |  |  |  |  |  |  |  |  |  |  |  |  |  |  |  |  |  |  |  |
| David XII (1767 † 1819) regent de Geòrgia | David XII (1767 † 1819) regent de Geòrgia | David XII (1767 † 1819) regent de Geòrgia | David XII (1767 † 1819) regent de Geòrgia | David XII (1767 † 1819) regent de Geòrgia | David XII (1767 † 1819) regent de Geòrgia |  |  | Joan (1768 † 1839)                     | Joan (1768 † 1839)                     | Joan (1768 † 1839)                     | Joan (1768 † 1839)                     | Joan (1768 † 1839)                     | Joan (1768 † 1839)                     |  |  |                                      |                                      |                                      |                                      | Bagrat (1776 † 1841)                 | Bagrat (1776 † 1841)                 | Bagrat (1776 † 1841)                | Bagrat (1776 † 1841)                | Bagrat (1776 † 1841)                  | Bagrat (1776 † 1841)                  |                                       |                                       |                                       |                                       |                    |                    |                                      |                                      |                                      |                                      | Elizbar (1790 † 1854)                | Elizbar (1790 † 1854)                | Elizbar (1790 † 1854)             | Elizbar (1790 † 1854)             | Elizbar (1790 † 1854)             | Elizbar (1790 † 1854)             |                       |                       |                       |                       |                    |                    |                    |                    |  |  |  |  |  |  |  |  |  |  |  |  |  |  |  |  |  |  |  |  |  |  |  |  |  |  |  |  |  |  |
| David XII (1767 † 1819) regent de Geòrgia | David XII (1767 † 1819) regent de Geòrgia | David XII (1767 † 1819) regent de Geòrgia | David XII (1767 † 1819) regent de Geòrgia | David XII (1767 † 1819) regent de Geòrgia | David XII (1767 † 1819) regent de Geòrgia |  |  | Joan (1768 † 1839)                     | Joan (1768 † 1839)                     | Joan (1768 † 1839)                     | Joan (1768 † 1839)                     | Joan (1768 † 1839)                     | Joan (1768 † 1839)                     |  |  |                                      |                                      |                                      |                                      | Bagrat (1776 † 1841)                 | Bagrat (1776 † 1841)                 | Bagrat (1776 † 1841)                | Bagrat (1776 † 1841)                | Bagrat (1776 † 1841)                  | Bagrat (1776 † 1841)                  |                                       |                                       |                                       |                                       |                    |                    |                                      |                                      |                                      |                                      | Elizbar (1790 † 1854)                | Elizbar (1790 † 1854)                | Elizbar (1790 † 1854)             | Elizbar (1790 † 1854)             | Elizbar (1790 † 1854)             | Elizbar (1790 † 1854)             |                       |                       |                       |                       |                    |                    |                    |                    |  |  |  |  |  |  |  |  |  |  |  |  |  |  |  |  |  |  |  |  |  |  |  |  |  |  |  |  |  |  |
|                                           |                                           |                                           |                                           |                                           |                                           |  |  |                                        |                                        |                                        |                                        |                                        |                                        |  |  |                                      |                                      |                                      |                                      |                                      |                                      |                                     |                                     |                                       |                                       |                                       |                                       |                                       |                                       |                    |                    |                                      |                                      |                                      |                                      |                                      |                                      |                                   |                                   |                                   |                                   |                       |                       |                       |                       |                    |                    |                    |                    |  |  |  |  |  |  |  |  |  |  |  |  |  |  |  |  |  |  |  |  |  |  |  |  |  |  |  |  |  |  |
|                                           |                                           |                                           |                                           |                                           |                                           |  |  | Grigol (1789 † 1830)                   | Grigol (1789 † 1830)                   | Grigol (1789 † 1830)                   | Grigol (1789 † 1830)                   | Grigol (1789 † 1830)                   | Grigol (1789 † 1830)                   |  |  | David (1819 † 1888)                  | David (1819 † 1888)                  | David (1819 † 1888)                  | David (1819 † 1888)                  | David (1819 † 1888)                  | David (1819 † 1888)                  |                                     |                                     | Alexandre (1820 † 1865)               | Alexandre (1820 † 1865)               | Alexandre (1820 † 1865)               | Alexandre (1820 † 1865)               | Alexandre (1820 † 1865)               | Alexandre (1820 † 1865)               |                    |                    | Pere (1833 † 1855)                   | Pere (1833 † 1855)                   | Pere (1833 † 1855)                   | Pere (1833 † 1855)                   | Pere (1833 † 1855)                   | Pere (1833 † 1855)                   |                                   |                                   | Gregori (1833 † 1899)             | Gregori (1833 † 1899)             | Gregori (1833 † 1899) | Gregori (1833 † 1899) | Gregori (1833 † 1899) | Gregori (1833 † 1899) |                    |                    |                    |                    |  |  |  |  |  |  |  |  |  |  |  |  |  |  |  |  |  |  |  |  |  |  |  |  |  |  |  |  |  |  |
|                                           |                                           |                                           |                                           |                                           |                                           |  |  | Grigol (1789 † 1830)                   | Grigol (1789 † 1830)                   | Grigol (1789 † 1830)                   | Grigol (1789 † 1830)                   | Grigol (1789 † 1830)                   | Grigol (1789 † 1830)                   |  |  | David (1819 † 1888)                  | David (1819 † 1888)                  | David (1819 † 1888)                  | David (1819 † 1888)                  | David (1819 † 1888)                  | David (1819 † 1888)                  |                                     |                                     | Alexandre (1820 † 1865)               | Alexandre (1820 † 1865)               | Alexandre (1820 † 1865)               | Alexandre (1820 † 1865)               | Alexandre (1820 † 1865)               | Alexandre (1820 † 1865)               |                    |                    | Pere (1833 † 1855)                   | Pere (1833 † 1855)                   | Pere (1833 † 1855)                   | Pere (1833 † 1855)                   | Pere (1833 † 1855)                   | Pere (1833 † 1855)                   |                                   |                                   | Gregori (1833 † 1899)             | Gregori (1833 † 1899)             | Gregori (1833 † 1899) | Gregori (1833 † 1899) | Gregori (1833 † 1899) | Gregori (1833 † 1899) |                    |                    |                    |                    |  |  |  |  |  |  |  |  |  |  |  |  |  |  |  |  |  |  |  |  |  |  |  |  |  |  |  |  |  |  |
|                                           |                                           |                                           |                                           |                                           |                                           |  |  |                                        |                                        |                                        |                                        |                                        |                                        |  |  |                                      |                                      |                                      |                                      |                                      |                                      |                                     |                                     |                                       |                                       |                                       |                                       |                                       |                                       |                    |                    |                                      |                                      |                                      |                                      |                                      |                                      |                                   |                                   |                                   |                                   |                       |                       |                       |                       |                    |                    |                    |                    |  |  |  |  |  |  |  |  |  |  |  |  |  |  |  |  |  |  |  |  |  |  |  |  |  |  |  |  |  |  |
|                                           |                                           |                                           |                                           |                                           |                                           |  |  | Joan (1826 † 1880)                     | Joan (1826 † 1880)                     | Joan (1826 † 1880)                     | Joan (1826 † 1880)                     | Joan (1826 † 1880)                     | Joan (1826 † 1880)                     |  |  |                                      |                                      |                                      |                                      |                                      |                                      |                                     |                                     | Pere (1888 † 1922)                    | Pere (1888 † 1922)                    | Pere (1888 † 1922)                    | Pere (1888 † 1922)                    | Pere (1888 † 1922)                    | Pere (1888 † 1922)                    |                    |                    |                                      |                                      |                                      |                                      | Ilia (1867 † 1948)                   | Ilia (1867 † 1948)                   | Ilia (1867 † 1948)                | Ilia (1867 † 1948)                | Ilia (1867 † 1948)                | Ilia (1867 † 1948)                |                       |                       | Pere (1868 † 1922)    | Pere (1868 † 1922)    | Pere (1868 † 1922) | Pere (1868 † 1922) | Pere (1868 † 1922) | Pere (1868 † 1922) |  |  |  |  |  |  |  |  |  |  |  |  |  |  |  |  |  |  |  |  |  |  |  |  |  |  |  |  |  |  |
|                                           |                                           |                                           |                                           |                                           |                                           |  |  | Joan (1826 † 1880)                     | Joan (1826 † 1880)                     | Joan (1826 † 1880)                     | Joan (1826 † 1880)                     | Joan (1826 † 1880)                     | Joan (1826 † 1880)                     |  |  |                                      |                                      |                                      |                                      |                                      |                                      |                                     |                                     | Pere (1888 † 1922)                    | Pere (1888 † 1922)                    | Pere (1888 † 1922)                    | Pere (1888 † 1922)                    | Pere (1888 † 1922)                    | Pere (1888 † 1922)                    |                    |                    |                                      |                                      |                                      |                                      | Ilia (1867 † 1948)                   | Ilia (1867 † 1948)                   | Ilia (1867 † 1948)                | Ilia (1867 † 1948)                | Ilia (1867 † 1948)                | Ilia (1867 † 1948)                |                       |                       | Pere (1868 † 1922)    | Pere (1868 † 1922)    | Pere (1868 † 1922) | Pere (1868 † 1922) | Pere (1868 † 1922) | Pere (1868 † 1922) |  |  |  |  |  |  |  |  |  |  |  |  |  |  |  |  |  |  |  |  |  |  |  |  |  |  |  |  |  |  |
|                                           |                                           |                                           |                                           |                                           |                                           |  |  |                                        |                                        |                                        |                                        |                                        |                                        |  |  |                                      |                                      |                                      |                                      |                                      |                                      |                                     |                                     |                                       |                                       |                                       |                                       |                                       |                                       |                    |                    |                                      |                                      |                                      |                                      |                                      |                                      |                                   |                                   |                                   |                                   |                       |                       |                       |                       |                    |                    |                    |                    |  |  |  |  |  |  |  |  |  |  |  |  |  |  |  |  |  |  |  |  |  |  |  |  |  |  |  |  |  |  |
|                                           |                                           |                                           |                                           |                                           |                                           |  |  |                                        |                                        |                                        |                                        |                                        |                                        |  |  |                                      |                                      |                                      |                                      | Constantí (1915 † 1939)              | Constantí (1915 † 1939)              | Constantí (1915 † 1939)             | Constantí (1915 † 1939)             | Constantí (1915 † 1939)               | Constantí (1915 † 1939)               |                                       |                                       | Pere (1920 † 1984)                    | Pere (1920 † 1984)                    | Pere (1920 † 1984) | Pere (1920 † 1984) | Pere (1920 † 1984)                   | Pere (1920 † 1984)                   |                                      |                                      |                                      |                                      |                                   |                                   |                                   |                                   |                       |                       | Pere (1916)           | Pere (1916)           | Pere (1916)        | Pere (1916)        | Pere (1916)        | Pere (1916)        |  |  |  |  |  |  |  |  |  |  |  |  |  |  |  |  |  |  |  |  |  |  |  |  |  |  |  |  |  |  |
|                                           |                                           |                                           |                                           |                                           |                                           |  |  |                                        |                                        |                                        |                                        |                                        |                                        |  |  |                                      |                                      |                                      |                                      | Constantí (1915 † 1939)              | Constantí (1915 † 1939)              | Constantí (1915 † 1939)             | Constantí (1915 † 1939)             | Constantí (1915 † 1939)               | Constantí (1915 † 1939)               |                                       |                                       | Pere (1920 † 1984)                    | Pere (1920 † 1984)                    | Pere (1920 † 1984) | Pere (1920 † 1984) | Pere (1920 † 1984)                   | Pere (1920 † 1984)                   |                                      |                                      |                                      |                                      |                                   |                                   |                                   |                                   |                       |                       | Pere (1916)           | Pere (1916)           | Pere (1916)        | Pere (1916)        | Pere (1916)        | Pere (1916)        |  |  |  |  |  |  |  |  |  |  |  |  |  |  |  |  |  |  |  |  |  |  |  |  |  |  |  |  |  |  |
|                                           |                                           |                                           |                                           |                                           |                                           |  |  |                                        |                                        |                                        |                                        |                                        |                                        |  |  |                                      |                                      |                                      |                                      |                                      |                                      |                                     |                                     |                                       |                                       |                                       |                                       | Nugzar (1950)                         | Nugzar (1950)                         | Nugzar (1950)      | Nugzar (1950)      | Nugzar (1950)                        | Nugzar (1950)                        |                                      |                                      |                                      |                                      |                                   |                                   |                                   |                                   |                       |                       | Eugeni (1947)         | Eugeni (1947)         | Eugeni (1947)      | Eugeni (1947)      | Eugeni (1947)      | Eugeni (1947)      |  |  |  |  |  |  |  |  |  |  |  |  |  |  |  |  |  |  |  |  |  |  |  |  |  |  |  |  |  |  |